# Порог (Киришский район)
Порог — деревня в Пчёвжинском сельском поселении Киришского района Ленинградской области.

## История
Деревня Порог упоминается на карте Новгородского наместничества 1792 года А. М. Вильбрехта.
Деревня Порог обозначена на специальной карте западной части России Ф. Ф. Шуберта 1844 года.

ПОРОГ — деревня Порогского общества, прихода погоста Пятницы.

Крестьянских дворов — 21. Строений — 35, в том числе жилых — 22.

Число жителей по семейным спискам 1879 г.: 49 м. п., 58 ж. п.; по приходским сведениям 1879 г.: 46 м. п., 57 ж. п.

В конце XIX века деревня административно относилась к Васильковской волости 1-го стана, в начале XX века — Васильковской волости 4-го стана 3-го земского участка Тихвинского уезда Новгородской губернии.

ПОРОГА — деревня Порогского общества, дворов — 28, жилых домов — 21, число жителей: 71 м. п., 87 ж. п. 

Занятия жителей — земледелие, лесные заработки. Земская школа, смежна с деревней Борутино и погостом Пятницким. (1910 год)

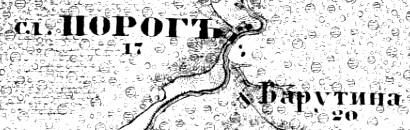
Деревня Порог на карте 1915 года

Согласно карте Петроградской и Новгородской губерний 1915 года слобода Порог насчитывала 17 дворов.
С 1917 по 1918 год деревня Порог входила в состав Васильковской волости Тихвинского уезда Новгородской губернии.
С 1918 года в составе Череповецкой губернии.
С 1927 года в составе Кукуйского сельсовета Будогощенского района.
С 1928 года в составе Горчаковского сельсовета. В 1928 году население деревни Порог составляло 216 человек.
С 1932 года в составе Киришского района. Согласно карте Ленинградской области Северо-западного аэрогеодезического треста ГГУ издания 1932 года деревня насчитывала 22 крестьянских двора. В деревне находилась водяная мельница.
По данным 1933 года деревня Порог входила в состав Горчаковского сельсовета Киришского района.

План деревни Порог. 1937 год

Согласно топографической карте РККА 1937 года деревня насчитывала 36 крестьянских дворов. В деревне был организован колхоз «Красная Заря». Выше по течению находилась мукомольная водяная мельница.
Согласно данным переписи населения СССР 1939 года в деревне Порог проживали 61 мужчина и 57 женщин, всего 118 человек.
С 1963 года в составе Волховского района.
С 1965 года вновь составе Киришского района. В 1965 году население деревни Порог составляло 108 человек.
По данным 1966 и 1973 годов деревня Порог также входила в состав Горчаковского сельсовета.
По данным 1990 года деревня Порог входила в состав Пчёвжинского сельсовета.
В 1997 году в деревне Порог Пчёвжинской волости проживали 8 человек, в 2002 году — 18 (все русские).
В 2007 году в деревне Порог Пчёвжинского СП проживали 3 человека, в 2010 году — 8.

## География
Деревня расположена в юго-восточной части района близ автодороги 41К-115 (Кириши — Будогощь — Смолино).
Расстояние до административного центра поселения — 7 км.
Расстояние до ближайшей железнодорожной станции Пчёвжа — 8 км.
Деревня находится на правом берегу реки Пчёвжа.

## Демография
| 1879 | 1910 | 1928 | 1965 | 1997 | 2002 | 2007 |
| ---- | ---- | ---- | ---- | ---- | ---- | ---- |
| 107  | ↗158 | ↗216 | ↘108 | ↘8   | ↗18  | ↘3   |
| 2010 | 2017 |      |      |      |      |      |
| ↗8   | ↗10  |      |      |      |      |      |

### Национальный состав
Согласно данным Всероссийской переписи населения 2021 года в деревне проживали 15 человек, все русские.